# Folie cu bule

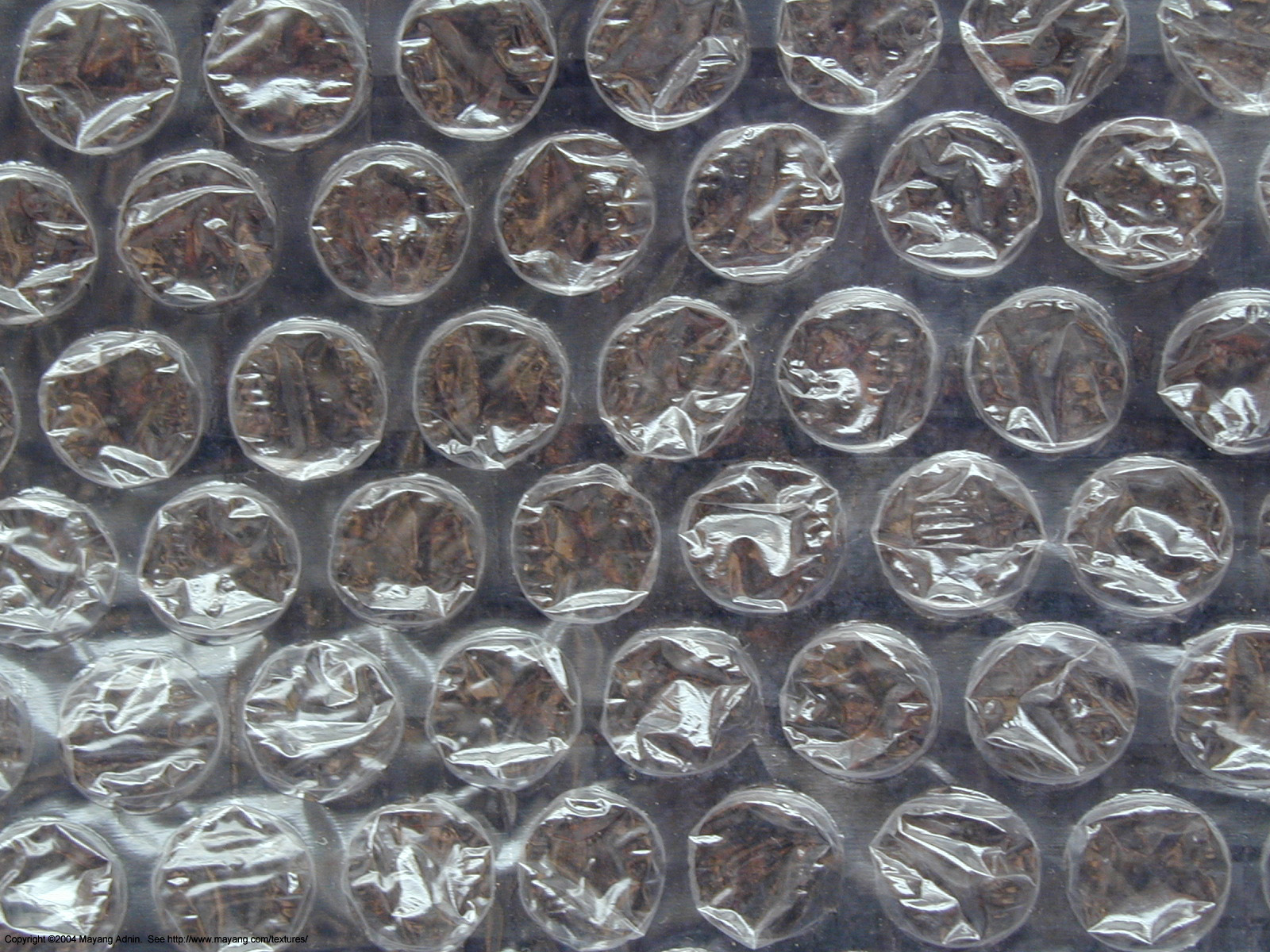
Folie cu bule

Folia cu bule de aer este un material plastic flexibil, transparent, folosit pentru ambalarea obiectelor fragile. Folia este prevăzută cu mici spații umplute cu aer și distanțate regulat (bule), ce oferă protecție obiectelor fragile. 

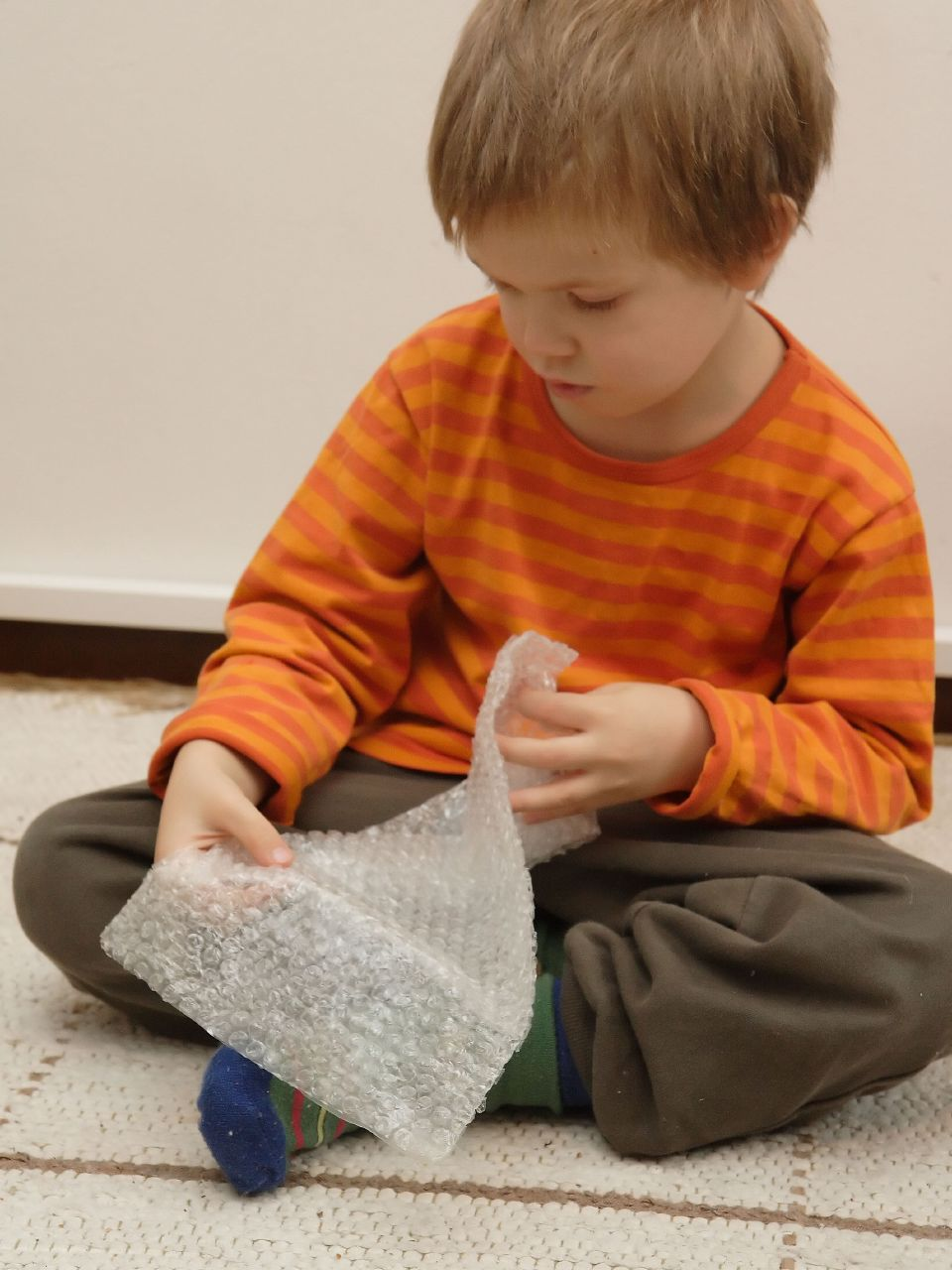
Un copil se joacă cu o folie cu bule

"Bubble wrap" este o marcă comercială generică deținută de compania aeriană Sealed Air Corporation. În 1957, 2 inventatori numiți Alfred Fielding și Marc Chavannes au încercat să creeze un tapet tridimensional de plastic. Deși ideea a fost un eșec, au descoperit că ceea ce au făcut ar putea fi folosit ca material de ambalare. Sealed Air Corp a fost co-fondat de Alfred Fielding în 1960.
Termenul este utilizat generic pentru produse similare, cum ar fi Bubble Pack, Bubble Paper, Bubble de ambalare, cu bule de ambalaj sau aeroplast. În mod corespunzător Bubble wrap și BubbleWrap încă sunt mărci comerciale înregistrate ale Sealed Air Corporation.

## Amuzament
Pentru că folia cu bule face un mic sunet de pocnet atunci când este apăsată și bulele se rup, aceasta devine adesea o sursă de amuzament. Există chiar unele site-uri ce simulează folii cu bule virtuale, care afișează o foaie de folie cu bule pe care utilizatorii o pot sparge, făcând clic pe bule, în timp ce Mugen Puchipuchi este o jucărie electronică compactă ce simulează același mecanism de spargere a bulelor.